# Nadab e Abiu

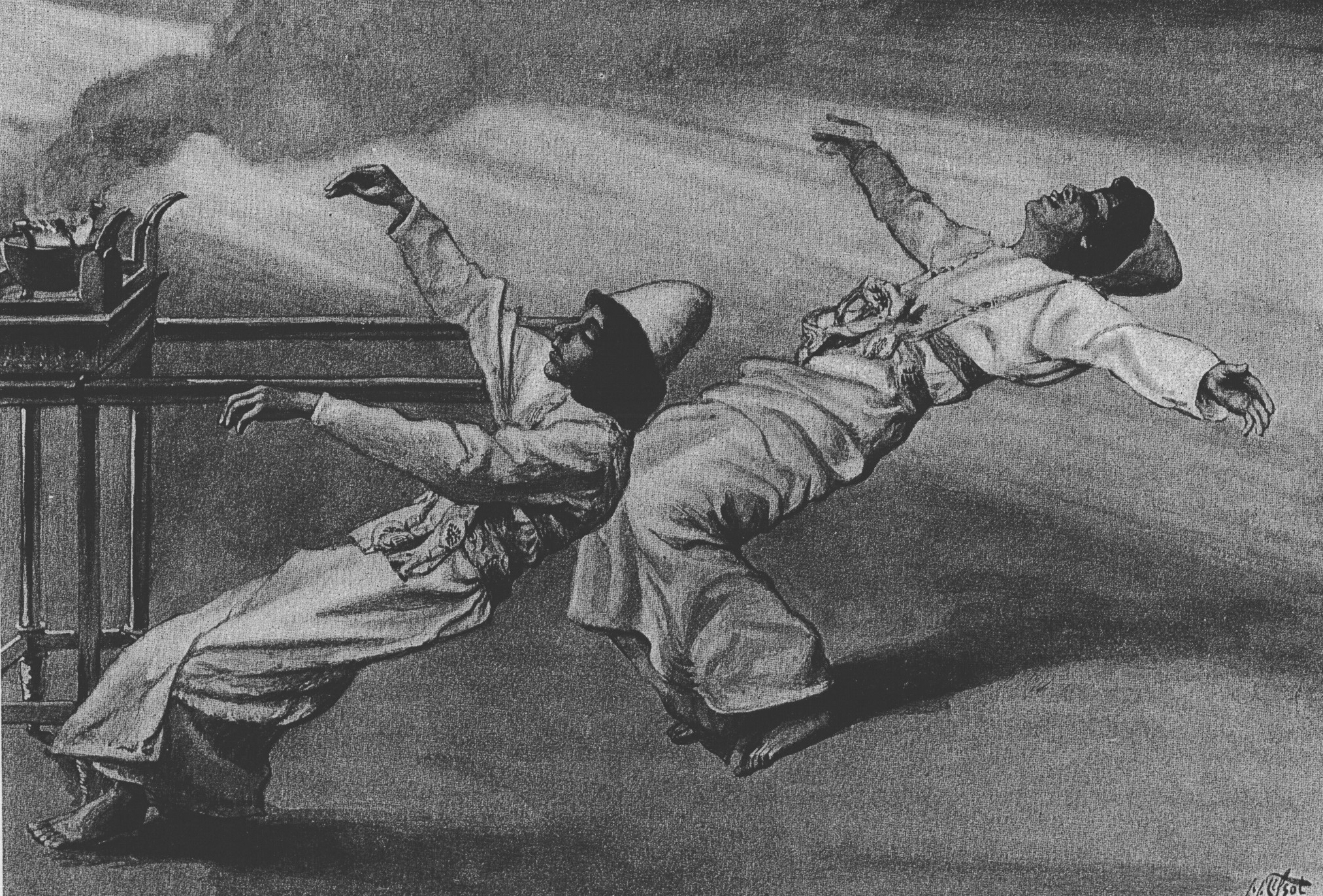
La morte di Nadab e Abiu in un'illustrazione di James Tissot

Nadab e Abiu (in ebraico נדב, Nadav, e אביהוא, Abihu) sono i due primi figli di Aronne, il primo sommo sacerdote ebraico, e di sua moglie Elisabetta, e furono tra i primi sacerdoti di Israele (Es6:23;28:1).  
In Es24:9-10, assieme al padre, a Mosè e ad altri settanta anziani, Nadab e Abiu vedono il Signore sul monte Sinai; successivamente, come narrato in Lv10:1-22, i due offrono a Dio in sacrificio un "fuoco illegittimo", contravvenendo alle sue istruzioni, e per tale motivo il Signore li consumò all'istante con il fuoco. Mosè raccomandò ad Aronne e ai suoi due figli superstiti, Eleazaro e Itamar, di non portare il lutto, permettendolo invece al resto della comunità; Eleazaro e Itamar presero il posto di Nadab e Abiu come sacerdoti.